# Альенде, Лаура
Лаура Альенде Госсенс (исп. Laura Allende Gossens, 3 сентября 1911 года, Вальпараисо, Чили — 23 мая 1981 года, Гавана, Куба) — чилийский политический деятель. Депутат Палаты депутатов Республики Чили (1964—1973). Сестра Сальвадора Альенде и мать Паскаля Альенде.

## Биография
Являлась шестым и последним ребёнком в семье влиятельного чилийского юриста Сальвадора Альенде Кастро и Лауры Госсенс Урибе. Закончила Колледж Святых Сердец Вальпараисо-Винья-дель-Мар в городе Винья-дель-Мар, после чего поступила на юридический факультет филиала Чилийского университета в Вальпараисо. До начала политической деятельности отработала 10 лет в Департаменте по делам меди, предшественнике Корпорации меди.
Как и её брат Сальвадор, придерживалась социалистических взглядов и вступила в молодёжное крыло Социалистической партии Чили, впоследствии стала членом её Центрального комитета.
Трижды (в 1965, 1969 и 1973 годах) избиралась депутатом Палаты депутатов, в которой занималась проблемами женского движения и градостроительства.
После военного переворота 1973 года была, в числе прочих левых политиков, арестована и вместе с дочерью Марианной отправлена в концлагерь, где отбыла двухлетний срок. В 1976 году эмигрировала в Мексику, откуда перебралась на Кубу.
На фоне значительного ослабления здоровья после тюремного заключения заболела быстро прогрессирующим раком, который усилился после получения отказа от военной хунты в её просьбе о возвращении в Чили. 23 мая 1981 года, оставив прощальное письмо на имя Фиделя Кастро (в котором она объяснила свой поступок невозможностью ни возвращения, ни выезда для лечения в США), покончила жизнь самоубийством в отеле «Ривера» в Гаване.
После восстановления демократии в Чили её тело было репатриировано и 28 августа 1988 года захоронено в мемориале семьи Альенде на Общем кладбище Сантьяго.
Была замужем за Гастоном Паскалем, в браке родилось четверо детей (сыновья Педро и Паскаль, в будущем один из основателей и лидеров МИР, дочери Дениз, в будущем также ставшая депутатом от Социалистической партии, и Марианна).